# Јевгениј Кафељников
Јевгениј Александрович Кафељников (рус. Евге́ний Алекса́ндрович Ка́фельников; Сочи, 18. фебруар 1974) је бивши руски тенисер. Освајач је златне медаље на Олимпијским играма, више гренд слем турнира у појединачној конкуренцији и игри парова и бивши први играч на АТП листи.

## Каријера
Први већи успех на неком АТП турниру остварио је 1993. када је победио Михаела Штиха и пласирао се у четвртфинале турнира у Барселони. Исте године је у Рогашкој освојио први челенџер турнир.
Наредне године је у Аделејду освојио први турнир у АТП конкуренцији победивши Александра Волкова у финалу. Ово је уједно било прво финале неког АТП турнира у опен ери где су оба учесника били представници Русије. Поред успеха у Аустралији Кафељников је био најбољи и на турнирима у Копенхагену и на Лонг Ајленду. Те године је освојио и четири титуле у игри парова а Русији је помогао да дође до финала Дејвис купа. Наредне сезоне Кафељников је остварио пробој у сам светски врх. Освојио је титуле у Милану, Санкт Петербургу, Гштаду и на Лонг Ајленду у појединачној конкуренцији, док је у игри парова био најбољи у Есторилу, Хамбургу, Монтреалу и Лиону. Сезону је завршио као први руске играч међу десет најбољих тенисера, такође је и игри парова на крају сезоне био пласиран међу првих десет. Са репрезентацијом Русије је играо у финалу Дејвис купа у Москви, где су изгубили од САД резултатом 3–2.
Сезона 1996. је била још успешнија за Јевгенија Кафељникова. Те године је постао први руски тенисер који је освојио гренд слем турнир победивши на Ролан Гаросу. Поред титуле у појединачној конкуренцији, Кафељников је тријумфовао и у игри парова са Данијелом Вацеком и тако постао први играч од 1968. који је успео да исте године победи и у појединачној и конкуренцији парова на Ролан Гаросу. Поред ове титуле Кафељников је победио и на турнирима у Аделејду, Прагу и Лиону. У игри парова био је најбољи у Санкт Петербургу, Прагу, Базелу и Бечу. Сезону је завршио међу првих пет и појединачној и игри парова.
Током сезоне 1997. Кафељников није играо три месеца због повреде али је ипак успео да освоји титуле не три различите подлоге: у Халеу (трава), Њу Хејвену (бетон) и Москви (тепих). Стигао је и до финала Тенис мастерс купа где је поражен од Пита Сампраса. У игри парова је заједно са Вацеком освојио гренд слем титуле на Ролан Гаросу и Ју-Ес опену.
Током 1998. освојио је три турнира у појединачној конкуренцији: Лондон, Хале, Москва. У игри парова био је најбољи на турнирима у Антверпену и Бечу. Сезону је завршио на 11. месту.
У сезони 1999. Кафељников се пробио до првог места АТП листе а сезону је завршио као другопласиран. Годину је започео освајањем своје друге гренд слем титуле у појединачној конкуренцији на Аустралијан опену. Такође је тријумфовао и на турнирима у Ротердаму и Москви. Први играч на АТП листи постао је 3. маја те године. Са Паулом Хархојсом освојио је титулу у Барселони. На почетку 2000. Кафељников је поражен у финалу Аустралијан опена од Андреа Агасија. У Москви је освојио једини АТП трофеј ове године, четврти пут узастопно. На Олимпијским играма у Сиднеју освојио је златну медаљу. У игри парова освојио је своју јубиларну 20. титулу победом на турниру у Монте Карлу, чиме је постао десети играч у опен ери са двадесет титула у појединачној конкуренцији и у игри парова.
Током 2001. освојио је два АТП турнира у Марсељу и Москви. У игри парова освојио је турнире у Индијан Велсу, Риму и Санкт Петербургу. У сезони 2001. Кафељников је освојио две АТП титуле у појединачној конкуренцији, у Халеу и у Ташкенту. У игри парова је заједно са Паулом Хархојсом био најбољи на Ролан Гаросу. Са репрезентацијом Русије освојио је Дејвис куп те године, победом над Француском од 3–2.
Сезона 2003. је била последња у каријери Јевгенија Кафељникова. Тада по први пут није освојио ни једну АТП титулу, први пут за десет година. У игри парова је заједно са Вејном Фереиром победио у Индијан Велсу а са Саргисом Саргсијаном је био најбољи у Вашингтону.

## Гренд слем резултати по сезонама

### Појединачно
| Турнир              | 1993 | 1994 | 1995 | 1996 | 1997 | 1998 | 1999 | 2000 | 2001 | 2002 | 2003 | О / И  | Поб/пор |
| ------------------- | ---- | ---- | ---- | ---- | ---- | ---- | ---- | ---- | ---- | ---- | ---- | ------ | ------- |
| Аустралија Опен     | –    | 2К   | ЧФ   | ЧФ   | –    | –    | П    | Ф    | ЧФ   | 2К   | 2К   | 1 / 8  | 28–7    |
| Ролан Гарос         | 2К   | 3К   | ПФ   | П    | ЧФ   | 2К   | 2К   | ЧФ   | ЧФ   | 2К   | 2К   | 1 / 11 | 31–10   |
| Вимблдон            | –    | 3К   | ЧФ   | 1К   | 4К   | 1К   | 3К   | 2К   | 3К   | 3К   | 1К   | 0 / 10 | 16–10   |
| Ју-Ес Опен          | –    | 4К   | 3К   | –    | 2К   | 4К   | ПФ   | 3К   | ПФ   | 2К   | 3К   | 0 / 9  | 24–9    |
| Победе/порази на ГС | 1–1  | 8–4  | 15–4 | 11–2 | 8–3  | 4–3  | 15–3 | 13–4 | 15–4 | 5–4  | 4–4  | 2 / 38 | 99–36   |

### Парови
| Турнир              | 1993 | 1994 | 1995 | 1996 | 1997 | 1998 | 1999 | 2000 | 2001 | 2002 | 2003 | О / И  | Поб/пор |
| ------------------- | ---- | ---- | ---- | ---- | ---- | ---- | ---- | ---- | ---- | ---- | ---- | ------ | ------- |
| Аустралија Опен     | –    | 1К   | ЧФ   | 3К   | –    | –    | ЧФ   | 3К   | 3К   | 2К   | 2К   | 0 / 8  | 14–8    |
| Ролан Гарос         | –    | 2К   | ЧФ   | П    | П    | 2К   | ЧФ   | ЧФ   | 1К   | П    | Ф    | 3 / 10 | 34–7    |
| Вимблдон            | –    | ПФ   | ПФ   | 3К   | 1К   | 3К   | 2К   | –    | –    | 3К   | 3К   | 0 / 8  | 17–6    |
| Ју-Ес Опен          | –    | 1К   | 2К   | –    | П    | 2К   | 1К   | ПФ   | 2К   | 3К   | 1К   | 1 / 9  | 15–8    |
| Победе/порази на ГС | 0–0  | 5–4  | 11–4 | 10–2 | 12–1 | 4–3  | 7–3  | 9–3  | 3–3  | 11–3 | 8–3  | 4 / 35 | 80–29   |

## Гренд слем финала

### Појединачно: 3 (2–1)
| Исход     | Година | Турнир           | Подлога | Противник у финалу | Резултат                |
| --------- | ------ | ---------------- | ------- | ------------------ | ----------------------- |
| Победник  | 1996.  | Ролан Гарос      | шљака   | Михаел Штих        | 7–6(7–4), 7–5, 7–6(7–4) |
| Победник  | 1999.  | Аустралијан опен | бетон   | Томас Енквист      | 4–6, 6–0, 6–3, 7–6(7–1) |
| Финалиста | 2000.  | Аустралијан опен | бетон   | Андре Агаси        | 6–3, 3–6, 2–6, 4–6      |

### Парови: 5 (4–1)
| Исход     | Година | Турнир      | Подлога | Партнер       | Противници у финалу         | Резултат      |
| --------- | ------ | ----------- | ------- | ------------- | --------------------------- | ------------- |
| Победник  | 1996.  | Ролан Гарос | шљака   | Данијел Вацек | Јакоб Хласек Ги Форже       | 6–2, 6–3      |
| Победник  | 1997.  | Ролан Гарос | шљака   | Данијел Вацек | Тод Вудбриџ Марк Вудфорд    | 7–6, 4–6, 6–3 |
| Победник  | 1997.  | Ју-Ес опен  | бетон   | Данијел Вацек | Јонас Бјеркман Никлас Култи | 7–6, 6–3      |
| Победник  | 2002.  | Ролан Гарос | шљака   | Паул Хархојс  | Марк Ноулс Данијел Нестор   | 7–5, 6–4      |
| Финалиста | 2003.  | Ролан Гарос | шљака   | Паул Хархојс  | Боб Брајан Мајк Брајан      | 6–7, 3–6      |

## Олимпијске медаље (1)
| Исход         | Датум финала        | Место  | Подлога | Противник у финалу | Резултат у финалу            |
| Злато (сингл) | 28. септембар 2000. | Сиднеј | Тврда   | Томи Хас           | 7–6(7–4), 3–6, 6–2, 4–6, 6–3 |

## Дејвис куп финала (1–2)
| Исход    | Датум финала             | Место  | Подлога | Противник у финалу | Резултат у финалу |
| Финалист | 2. – 4. дец. 1994.       | Москва | Тепих   | Шведска            | 1 : 4             |
| Финалист | 1. – 3. дец. 1995.       | Москва | Шљака   | САД                | 2 : 3             |
| Победник | 29. нов. – 1. дец. 2002. | Париз  | Шљака   | Француска          | 3 : 2             |